# Giovanni Battista Fagiuoli
Giovanni Battista Fagiuoli (* 24. Juni 1660 in Florenz; † 12. Juli 1742 ebendort) war ein italienischer Schriftsteller, Dichter und Dramatiker.

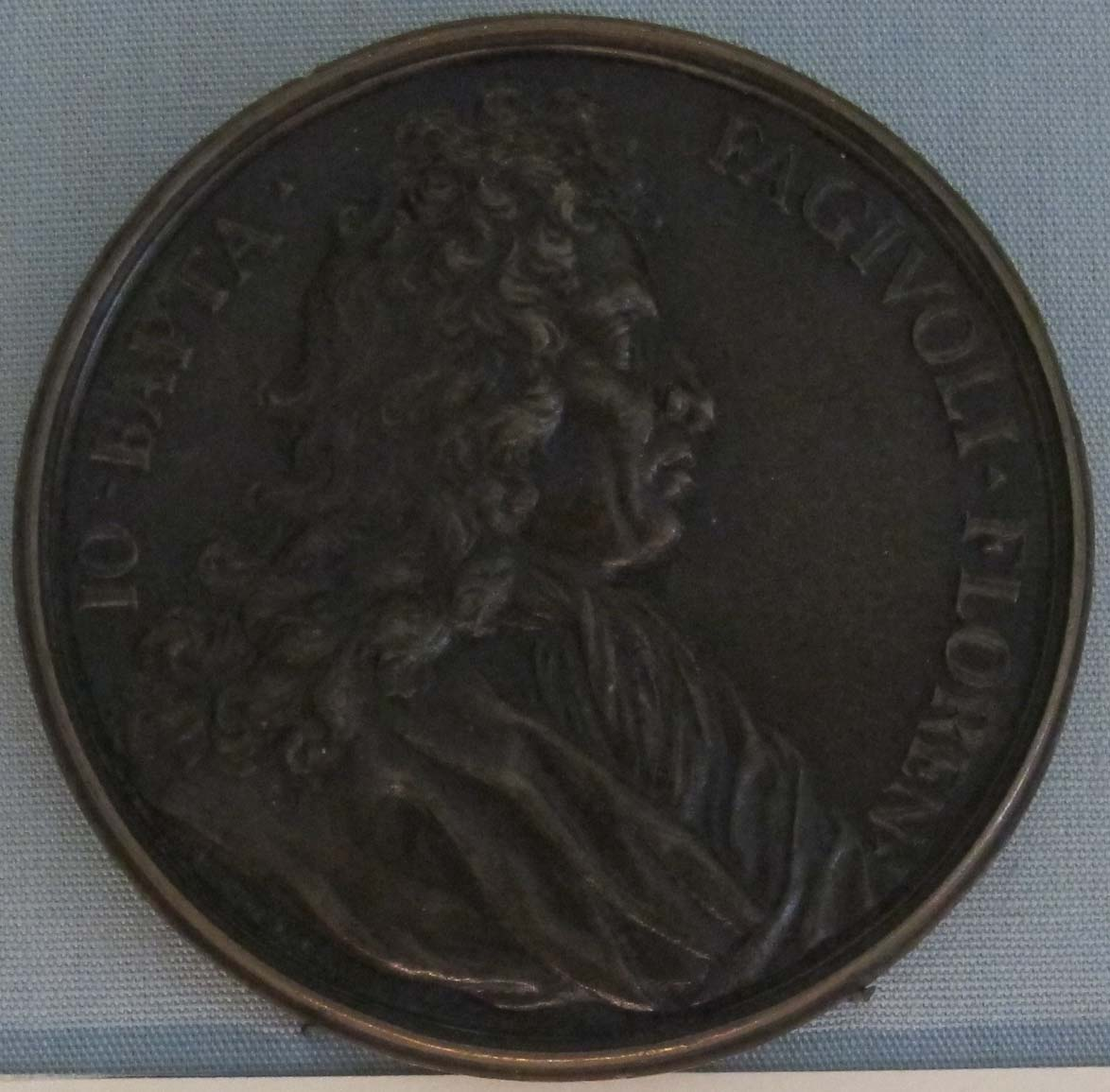
Antonio Selvi, Medaille von Giovanni Battista Fagiuoli, um 1740

Er war ein geistreicher, gebildeter und zugleich volkstümlicher Dramatiker mit einer Vorliebe für die toskanische Sprache. Am Hof der Medici und bei den wohlhabendsten Bürgern von Florenz genoss er ein gewisses Ansehen, und man empfing ihn gern zu Tisch und zum Gespräch, um sich an seinen geistreichen Antworten zu erfreuen. Fagiuoli wurde geehrt, willkommen geheißen und hatte sogar einige Vorteile.

## Leben
Er wurde am 24. Juni 1660 in Florenz als Sohn von Antonio Maria und Maria Maddalena Libanori geboren. Nach dem Tod seines Vaters musste er seine Ausbildung bei den Jesuiten abbrechen und im Alter von 14 Jahren als Kopist zum Unterhalt der Familie beitragen. Wegen mangelnder Disziplin wurde er bald entlassen und nahm kleinere Rollen am Theater an.
Im Oktober 1680 zog er zunächst nach Livorno, kehrte aber schon nach wenigen Monaten nach Florenz zurück, um eine Stelle im erzbischöflichen Archiv anzutreten. In der Hoffnung auf eine angenehmere und bequemere Stellung begann er, Literatur zu studieren. Bald erschienen seine ersten Werke, meist Sonette zu verschiedenen Themen.

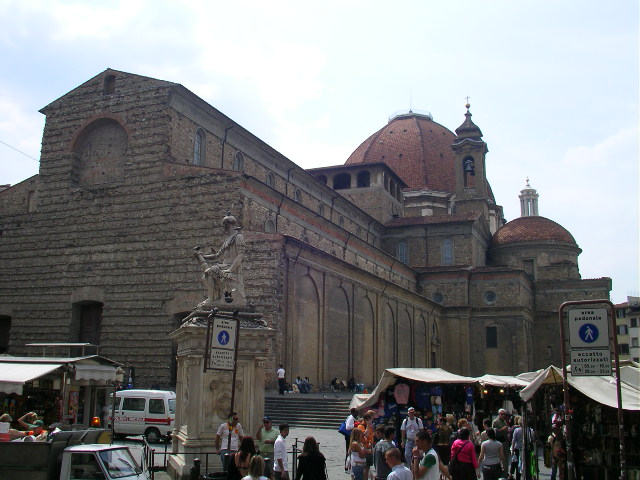
Basilika San Lorenzo (Außenansicht)

Im April 1690 bot sich ihm die Gelegenheit, seine wirtschaftliche Situation zu verbessern und den päpstlichen Nuntius Monsignore Andrea Santacroce als Sekretär nach Polen zu begleiten. Nach anfänglicher Begeisterung kehrte er nach einem Jahr enttäuscht von den Strapazen und dem Klima nach Florenz zurück. Ein Jahr später wurde Kardinal Francesco Maria, der Bruder von Cosimo III., auf ihn aufmerksam und er erhielt eine feste Anstellung an der erzbischöflichen Kurie. Er begleitete den Kardinal auf dessen häufigen Reisen, der seine Fähigkeit zu improvisieren und Aufführungen zu organisieren schätzte.
Nach der Wahl von Clemens XI. kehrte er nach Florenz zurück und nahm seine Tätigkeit an der Kurie wieder auf, obwohl er sie nur als Nebenbeschäftigung zu seiner literarischen Tätigkeit betrachtete, die im ersten Jahrzehnt des 18. Jahrhunderts mit dem Schreiben und der Aufführung seiner besten Komödien zusammenfiel. Der Erfolg, den er mit seinen Komödien beim Publikum hatte, trug dazu bei, dass sein Ruhm weithin anerkannt wurde. In Florenz war er Mitglied der wichtigsten Akademien: Die Accademia degli Apatisti war diejenige, die er seit seiner Jugend am häufigsten besuchte und die ihn sieben Jahre hintereinander als Vorsitzenden hatte; aber auch andere Akademien außerhalb der Toskana hatten ihn als korrespondierendes Mitglied.
Zu seinen literarischen Erfolgen gesellte sich die öffentliche Anerkennung durch die Medici: Von Gian Gastone, der 1723 die Nachfolge von Cosimo III. antrat, wurde er in die Acht der Balìa und später in den Magistrat der Neun aufgenommen: Ämter, die er aufgrund seiner Langlebigkeit auch unter der Herrschaft der Lothringer behielt.
Ab 1729 war er damit beschäftigt, sein umfangreiches literarisches und theatralisches Werk zu veröffentlichen, um sich gegen missbräuchliche Ausgaben zu wehren.
Aus seiner Ehe mit Maria Maddalena Bagnoli gingen zehn Kinder hervor, von denen nur vier Töchter überlebten und ins Kloster gingen. Er wurde in Florenz in der Basilika San Lorenzo beigesetzt.

## Werke
Auszug:
- Rime piacevoli (1729–1730), bestehend aus zahlreichen Sonetten, darunter:
  - Papà Giove, eine Anspielung auf das päpstliche Rom;
  - Il Bere!, ein satirisches Liedchen;
  - Ciapo della Pieve a Settimo - Ai frati suoi padroni, improvisierte Oktaven beim Abendessen;
  - Per le nozze di Goro con la Tonia, Sonett, empfohlen zur Karnevalszeit;
  - Per un suo Fattore, Epistel
- Fagiuolaia (1734) bestehend aus:
  - La compagnia dei brutti, fagiuolata Satire
- Intermezzi:
  - Serva scaltrita sa farsi padrona (1733), in dem das von Jacopo Nelli (La serva padrona, 1708) eingeführte Thema der Dienstmagd wieder aufgegriffen wird, das später von Giovanni Battista Pergolesi (La serva padrona, 1733) und Carlo Goldoni (La castalda, 1751) aufgegriffen wurde.[1]

- Kommödien (1734–1738); er schrieb neunzehn, darunter:
  - Il marito alla moda
  - Quel che appare non è, ovvero Il Cicisbeo sconsolato, die als sein Meisterwerk gilt
  - Un vero amore non cura interesse.

Zitate
- Motti, burle e facezie, eine Sammlung von Sprüchen.

## Satirisches Epigramme für die Medici, die Herren von Florenz
I Medici - pietosi! - ai Fiorentini,
Volendo rimediar piaghe e malanni,
Decretaron l'effigie sui fiorini,
Del Santo Protettore, San Giovanni,
Però al Santo, al di dietro delle spalle,
Appiopparono - al solito - le palle!,
E questa fu, pei Medici, l'eguale,
Ricetta... a ogni lor male.